# ادوارد کورنوالیس

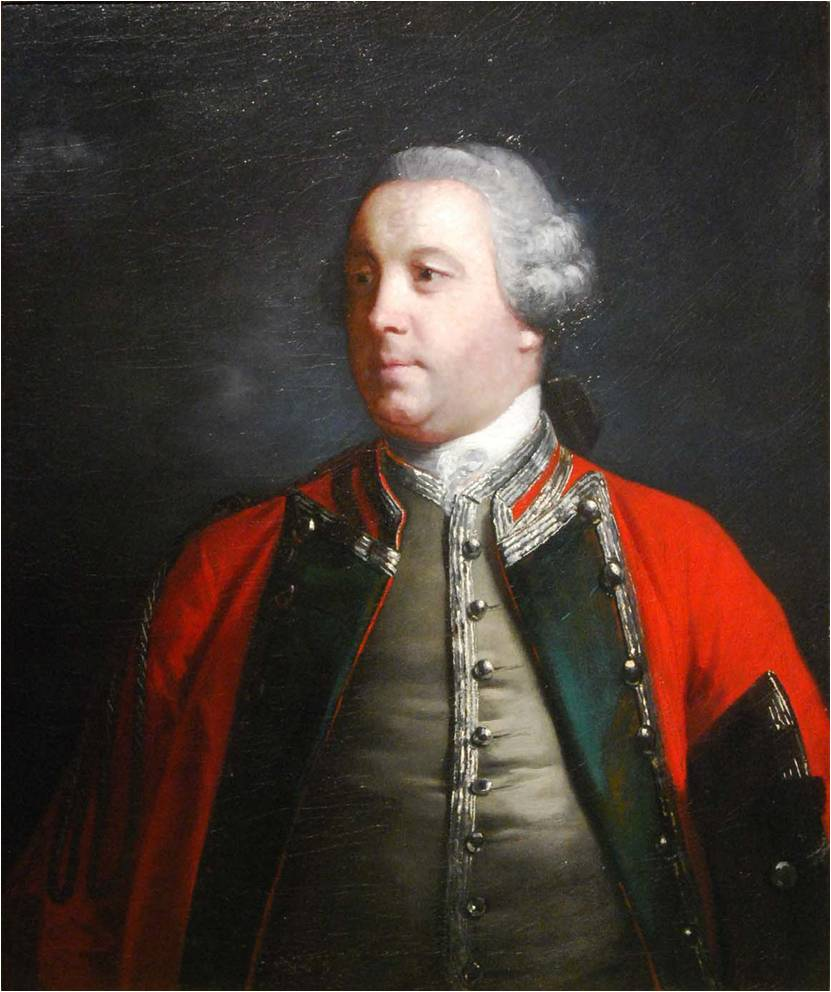
ادوارد کورنوالیس

ادوارد کورنوالیس (انگلیسی: Edward Cornwallis؛ ۵ مارس ۱۷۱۳ – ۱۴ ژانویهٔ ۱۷۷۶) نظامی و سیاست‌مدار اهل پادشاهی بریتانیای کبیر بود.